# Stephen Rochefontaine
Stephen Rochefontaine (Ay, 20 febbraio 1755 – New York, 30 gennaio 1814) è stato un militare statunitense.

## Biografia
Nato in Francia il 20 febbraio 1755, Rochefontaine giunse in America nel 1778 dopo non essere riuscito ad entrare nel Corpo Reale del Genio francese. Nello stesso anno si arruolò come volontario nell'Esercito Continentale del generale Washington, col grado di capitano del Genio.
Per essersi distinto nella battaglia di Yorktown, nel 1781 il Congresso diede a Rochefontaine il grado di maggiore.
Tornato in Francia nel 1783, servì come ufficiale di fanteria dell'esercito francese, raggiungendo il grado di colonnello.
Di nuovo negli Stati Uniti nel 1792, anglicizzò il suo primo nome in Stephen. Nel 1794 il presidente Washington gli assegnò il compito di fortificare la costa del New England.
Dopo che fu istituito il nuovo United States Army Corps of Engineers, Washington promosse Rochefontaine al grado di tenente colonnello e comandante del nuovo Corpo il 26 febbraio 1795.
Rochefontaine iniziò un corso militare a West Point nel 1795, ma un incendio distrusse l'edificio e tutto il suo equipaggiamento l'anno successivo.
Lasciò l'esercito nel 1798 e si stabilì a New York, dove morì il 30 gennaio 1814.